# Splendrillia turrita
Splendrillia turrita là một loài ốc biển, là động vật thân mềm chân bụng sống ở biển thuộc họ Drilliidae.